# غلين رايس
غلين رايس (بالإنجليزية: Glen Rice)‏ مواليد 28 مايو 1967 في جاكسونفيل، هو لاعب كرة سلة أمريكي سابق بدأ مسيرته الاحترافية في سنة 1989 وحمل الرقم 41. يبلغ طوله 6 قدم 8 بوصة (2.0 م). اعتزل اللعب في 2004.

## روابط خارجية
- غلين رايس على موقع IMDb (الإنجليزية)
- غلين رايس على موقع قاعدة بيانات الفيلم (الإنجليزية)
- غلين رايس على موقع إن بي أي (الإنجليزية)
- غلين رايس على موقع سبورتس رفرنس (الإنجليزية)
- غلين رايس على موقع كرة السلة الأوروبية.كوم (الإنجليزية)
- غلين رايس على موقع إي إس بي إن.كوم (الإنجليزية)
- غلين رايس على موقع كلية كرة السلة في سبورتس رفرنس.كوم (الإنجليزية)
- غلين رايس على موقع ريلجم (الإنجليزية)
- غلين رايس على موقع بروبوليرز (الإنجليزية)